# 알타이 바이은드르
알타이 바이은드르(튀르키예어: Altay Bayındır, 1998년 4월 14일 ~ )는 튀르키예의 축구 선수이며, 프리미어리그의 맨체스터 유나이티드에서 골키퍼로 뛰고 있다.

## 구단 경력

### 페네르바흐체
2019년 7월 8일, 바이은드르는 페네르바흐체와 4년 계약을 체결했다. 바이은드르는 팀 동료 하룬 테킨을 제치고 주전 골키퍼가 되었다. 2019년 8월 19일, 그는 쉬크뤼 사라졸루 스타디움에서 열린 가지안테프와의 경기에서 5-0 승리를 거두며 페네르바흐체 데뷔 전을 치렀다.

### 맨체스터 유나이티드
2023년 9월 1일, 바이은드르는 프리미어리그 클럽 맨체스터 유나이티드와 4년 계약을 맺고 추가 시즌 연장 옵션을 받아 튀르키예 선수로는 최초로 계약을 체결했다. 이적료는 430만 파운드로 알려졌다. 그는 2024년 1월 28일, FA컵에서 열린 뉴포트 카운티와의 원정 경기에서 4-2로 승리하며 데뷔 전을 치렀다.
바이은드르는 2025년 1월 12일, 아스널과의 FA컵 경기에서 주전 골키퍼로 지명되었으며, 72분 마르틴 외데고르의 코너킥을 막아내며 결정적인 선방을 펼쳤다. 경기는 120분 동안 경기를 치른 후 1-1 무승부를 기록한 후 승부차기로 향했다. 그는 카이 하베르츠의 시도를 막아내며 맨체스터 유나이티드가 4라운드에 진출하는데 결정적인 선방을 펼쳤다. 그의 활약으로 그는 경기 최우수 선수로 선정되었다.

## 국가대표팀 경력
바이은드르는 2020년 11월 9일, 헝가리와 러시아와의 UEFA 네이션스리그 경기를 위해 셰놀 귀네슈에 의해 튀르키예 국가대표팀에 소집되었다.  그는 2021년 5월 27일, 아제르바이잔과의 친선 경기에서 성인 국가대표팀 데뷔 전을 치렀다.